# Якубов Михайло Юрійович
Михайло Юрійович Якубов (рос. Михаил Юрьевич Якубов; 16 лютого 1982, м. Барнаул, СРСР) — російський хокеїст, центральний нападник. Виступає за «Металург» (Магнітогорськ) у Континентальній хокейній лізі.
Вихованець хокейної школи «Лада» (Тольятті). Виступав за «Лада-2» (Тольятті), «Лада» (Тольятті), «Ред-Дір Ребелс» (ЗХЛ), «Норфолк Адміралс» (АХЛ), «Чикаго Блекгокс», «Спартак» (Москва), «Флорида Пантерс», «Сєвєрсталь» (Череповець), «Югра» (Ханти-Мансійськ).
В чемпіонатах НХЛ — 53 матчів (2+10).
У складі молодіжної збірної Росії учасник чемпіонату світу 2001. У складі юніорської збірної Росії учасник чемпіонату світу 2000.
Досягнення
- Срібний призер юніорського чемпіонату світу (2000).